# Edward Hopper
Edward Hopper (født 22. juli 1882 i Upper Nyack, New York, død 15. maj 1967 på Manhattan) var en amerikansk kunstmaler. Han er mest kendt for sine oliemalerier, men producerede også flere fremragende værker i akvarel og radering. Motiverne var ofte hentet fra storbyens caféer m.v. eller fra amerikanske landskaber og udtrykte Hoppers personlige opfattelse af det moderne amerikanske liv.
Hoppers værker er kendetegnet dels ved brugen af kraftigt lys og skygger, dels ved billedernes statiske udtryk. Personer i billederne fremstår som regel som fraværende og er der flere personer i motivet, er der sjældent nogen interaktion mellem disse. Selvom personerne er i samme rum, ser de ikke på hinanden men er optaget af andre aktiviteter.
Hoppers anses som eksponent for amerikansk realisme.
Hans mest berømte værk er Nighthawks (1942), der er blevet et amerikansk ikon, og er blandt de mest kendte malerier i USA. Billedet forestiller tre ensomme mennesker på en typisk amerikansk diner i en sen nattetime.

## Biografi

### Opvækst
Hopper blev født og voksede op i Upper Nyack, en mindre by ved Hudson River lidt nord for New York City. Han voksede op i en forholdsvis velhavende middelklassefamilie sammen med sin søster Marion. Familien var baptister.
Barndomshjemmet blev i 2000 optaget på USA's National Register of Historic Places og er i dag indrettet til Edward Hopper House Art Center. Bygningen huser et non-profit kulturcenter med udstillinger, foredrag, forestillinger og diverse events.
Hopper var dygtig i skolen og viste interesse og evner inden for tegning. Som teenager producerede han mange tegninger med forskellige materialer (pen, akvarel, kul, etc.). Første oliemaleri (Rowboat in Rocky Cove) er fra 1895.

### Kunstuddannelse og de unge år
Hopper ønskede en uddannelse inden for kunst, men forældrene insisterede på, at han studerede "commercial art" for at have muligheden for også at tjene penge på sine evner. Hopper begyndte sine kunststudier med et korrespondencekursus i 1899 og påbegyndte kort efter studier ved New York School of Art and Design, forløberen for Parsons The New School for Design, hvor han læste i seks år og blev undervist af blandt andre William Merritt Chase, der underviste i oliemaleri. I sine unge år var Hopper inspireret af Chase og de franske mestre Édouard Manet og Edgar Degas. Arbejdet med at tegne nøgenmodeller viste sig at være udfordrende og et stor omvæltning for den strengt religiøst opdragede Hopper.
I 1905 tog Hopper et deltidsjob på et reklamebureau, hvor han tegnede forsider til forskellige fagmagasiner. Hopper afskyede arbejdet som illustrator, men fortsatte af økonomiske årsager indtil midten af 1920'erne. Han kom dog midlertidigt væk fra arbejdet i forbindelse med tre rejser til Europa, hvor han primært opholdt sig i Paris, hvor han formelt skulle studere de seneste tendenser indenfor kunsten. Under opholdene i Frankrig studerede han imidlertid alene og viste ingen større interesse for den dengang moderne kunst. Han udtalte senere, at han "ikke kunne huske at have hørt om Picasso overhovedet." Han var derimod meget imponeret over Rembrandt, særlig maleriet Nattevagten, som han omtalte som "den mest vidunderlige af Rembrandts værker; det er utroligt i dets realisme."
Hvor mange af Hoppers samtidige imiterede de abstrakte kubistiske eksperimenter, var Hopper derimod tiltrukket af realismen. Han fortalte senere, at han ikke var inspireret af de europæiske kunstnere, bortset fra franskmanden Charles Méryon, hvis raderinger af stemningsfulde scener i Paris Hopper imiterede.

### Årene inden anerkendelsen
Efter hjemkomst fra sin sidste rejse til Europa lejede Hopper et atelier i New York City, hvor han kæmpede med at finde sit kunstneriske udtryk. Det viste sig dog vanskeligt at leve af kunsten, og Hopper så sig derfor nødsaget til at genoptage arbejdet som illustrator.
I 1913 lykkedes det Hopper at få solgt sit første maleri, da han på det berømte Armory Show fik solgt Sailing (1911) for $250. Hopper var da 31 år, og selv om han håbede, at det første salg hurtigt ville lede til det næste, så gik der flere år før der kom gang i karrieren. Kort efter faderens død i 1913 flyttede Hopper til adressen 3 Washington Square North apartment i Greenwich Village på Manhattan, hvor han boede resten af sit liv.
Den manglende succes med oliemalerier fik Hopper til at producere en række raderinger. I 1923 havde han produceret de fleste af sine i alt ca. 70 værker inden for radering. De fleste af raderingerne havde motiver hentet fra bylivet i Paris og New York. Under første verdenskrig fremstillede han også en række plakater til støtte for krigsindsatsen, ligesom han også i perioden havde en række andre kommercielle projekter.
I begyndelsen af 1920'erne begyndte Hoppers raderinger at opnå anerkendelse. Raderingerne udtrykte nogle af Hoppers senere temaer, eksempelvis Night on the El Train (et par i stilhed), Evening Wind (en kvinde alene), og The Catboat (et enkel maritimt motiv). I 20'erne malede han også en række oliemalerier, der i dag anses som centrale værker bl.a. New York Interior (1921) og New York Restaurant (1922) samt to af de mange senere "vindue-billeder": Girl at Sewing Machine og Moonlight Interior, der begge viser en kvinde nær et vindue enten kiggende ud af rummet eller ind i rummet.
Selvom disse år var frustrerende for Hopper, opnåede han dog en vis anerkendelse i perioden. I 1918 modtog Hopper prisen U.S. Shipping Board Prize for krigsplakaten "Smash the Hun" ligesom han udstillede tre gange: i 1917 på Society of Independent Artists, i januar 1920 (en soloudstilling på The Whitney Studio Club, forløberen for Whitney Museum) og igen i 1922 (atter på The Whitney Studio Club). I 1923 modtog han to priser for sine raderinger: "The Logan Medal of the Arts" uddelt af Chicago Society of Etchers og prisen W. A. Bryan Prize.

### Ægteskab og gennembrud
I 1923 opnåede Hopper sit længe ventede gennembrud. Han mødte sin kommende hustru, kunstmaleren Josephine Nivison, på en af sine mange sommerture til Gloucester i Massachusetts. Med Nivisons hjælp blev seks af Hoppers akvareller fra Gloucester optaget på en udstilling på Brooklyn Museum i 1923. Én af akvarellerne, The Mansard Roof, blev købt af museet til dets permanente udstilling for $100. Anmelderne var generelt meget begejstrede, og det følgende år solgte Hopper alle sine akvareller på en soloudstilling, og han besluttede herefter at lægge arbejdet som illustrator bag sig. Han giftede sig med Nivison i 1924.
I en alder af 41 år modtog Hopper yderligere anerkendelser for sine arbejder, men Hopper var fortsat bitter over sin karriere og afslog ofte optrædener og priser.
Maleriet Two on the Aisle (1927) blev solgt for $1.500, hvilket muliggjorde, at Hopper kunne købe en bil, som han brugte til sine besøg i øde egne af New England. I 1929 malede han hovedværkerne Chop Suey og Railroad Sunset. Det følgende år donerede mæcenen Stephen Clark et andet hovedværk House by the Railroad (1925) til Museum of Modern Art. House by the Railroad var det første oliemaleri, der blev erhvervet af museet.
Hopper klarede sig bedre gennem Depressionen end hans samtidige kolleger. Hans status steg voldsomt i 1931, da store museer som Whitney Museum of American Art og Metropolitan Museum of Art betalte tusindvis af dollars for Hoppers værker. Hopper solgte 30 malerier (heraf 13 akvareller) det pågældende år. Året efter udstillede han ved den første af Whitney Museums årlige udstilling, en udstilling som han udstillede på hvert år resten af sit liv. I 1933 havde Museum of Modern Art den første store retrospektive Hopper-udstilling.
Hopper var meget produktiv i 1930'erne og 1940'erne, hvor han malede mange af sine mest betydningsfulde værker, herunder New York Movie (1939), Girlie Show (1941), Nighthawks (1942), Hotel Lobby (1943) og Morning in a City (1944). I slutningen af 40'erne havde han en mindre aktiv periode." Op gennem 1950'erne og 1960'erne var han plaget af svigtende helbred, hvor han blandt andet blev opereret flere gange i prostata, men desuagtet var han stadig aktiv og malede bl.a. First Row Orchestra (1951), Morning Sun (1952), Hotel by a Railroad (1952) og Intermission (1963).

### Død
Hopper døde i sit atelier ved Washington Square i New York City den 15. maj 1967. Ægtefællen Josephine Hopper døde 10 måneder senere, men donerede forinden sin død ægteparrets kunstsamling bestående af mere end tre tusinde værker til Whitney Museum of American Art. Andre af Hoppers hovedværker opbevares ved Museum of Modern Art i New York, The Des Moines Art Center og ved Art Institute of Chicago.

## Kunst

### Metode
Selvom Hopper er bedst kendt for sine oliemalerier, opnåede Hopper oprindeligt anerkendelse for sine akvareller og sine kommercielt succesfulde raderinger. Han tegnede også i sine notesbøger en række tegninger med blyant og pen, der havde en høj kvalitet, selvom de ikke var tiltænkt offentligheden.
Hopper udviste omhyggelighed med geometriske former i sine billeder og placeringen af personer i balance med billedet. Han arbejdede længe med sine billeder og forberedelserne, og producerede ofte mange skitser til sine nøje beregnede kompositioner. Til maleriet New York Movie (1939) udarbejdede Hopper 53 skitser af biografen og personerne.
Den effektive brug af lys og skygge for at skabe en stemning er ligeledes central i Hoppers teknik. Skarpt sollys (som symbol på indsigt eller åbenbaring) og de skygger, der skabes af lyset, spiller en vigtig rolle i Hoppers værker, eksempelvis Early Sunday Morning (1930), Summertime (1943), Seven A.M. (1948), og Sun in an Empty Room (1963). Brugen af lys og skygge er blevet sammenlignet med filmverdenens film noir.
Selvom Hopper var en del af realismen, lod han ofte ting og detaljer simplificere. Han benyttede sig af overdrevne farver til at skærpe kontraster og til at skabe stemninger i sine værker.

### Motiver og temaer
Hopper lod sig inspirere fra primært to kilder: Dels fra dagligdags emner i den amerikanske livsform (tankstationer, biografer, jernbaner og gader og personer disse steder), dels i landskaber enten ved havet eller på landet. Hopper beskrev sig som en "blanding af alle racer" og som fri af alle skoler, særlig den amerikanske "Ashcan School". Da Hopper havde udviklet sin personlige stil, forblev han tro mod denne og lod sig ikke påvirke af de mange forskellige stilarter, der kom og gik under hans lange karriere.
Hoppers malerier fra kysterne omfatter tre hovedgrupper af motiver: (1) rene landskaber med klipper, havet og strandgræs, (2) fyrtårne og andre bygninger, og (3) sejlbåde. De fleste af malerierne viser stærkt lys og godt vejr; Hopper malede sjældent sne og regn, og han var ligeledes uden interesse i årstidernes skiftende farver. De fleste af malerierne med kystmotiver blev malet mellem 1916 og 1919 på Monhegan Island. Et andet yndet motiv for Hopper var byens arkitektur, og Hopper omtalte ofte sin fascination af det amerikanske byliv og byens bygninger.
Et af Hoppers hovedværker, House by the Railroad (1925), viser et isoleret bygning i viktoriansk stil, delvist skjult af en nærliggende jernbane. Værket er blevet fremhævet som et af de fremmeste eksempler indenfor realismen, og har givet anledning til flere tolkninger. Hopper selv har dog udtalt, at han var "mere interesseret i sollyset på bygningen end i symbolisme."
De fleste af Hoppers billeder med mennesker viser personerne i subtil interaktion med det omkringliggende miljø. De primære følelser er ensomhed, fortrydelse, kedsomhed og resignation. Scenerne er hentet fra forskellige miljøer, kontoret, det offentlige rum, i boligen eller på gaden. Billederne er næsten altid helt statiske og uden bevægelse. Figurerne er oftest kvinder eller par, der sjældent interagerer.
Det mest kendte af Hoppers værker er Nighthawks (1942), der viser en gruppe af personer. Personerne er kunder på en diner om natten. Gæsterne i dineren beskues ude fra gaden gennem ruden i den stærkt oplyste diner i kontrast til gadens mørke. Som i de fleste andre af Hoppers malerier er interaktionen minimal. Maleriet er ofte blevet tolket som et studie i personernes ensomhed, men Hopper forklarede senere, at Nighthawks havde mere at gøre med nattelivets farer end med ensomhed.
Hopper malede sjældent portrætter og selvportrætter efter sine studieår. På trods af sin store interesse i den amerikanske borgerkrig og Mathew Bradys fotografier fra slagmarkerne, malede Hopper blot to historiske billeder. Begge forestillede soldater på vej til Gettysburg.

### Placering i amerikansk kunst
Hoppers udtryk, hvor der fokuseres primært på stille øjeblikke, er en gren indenfor realismen, der også følges af den amerikanske realist Andrew Wyeth, men Hoppers teknik er meget forskellig fra Wyeths hyper-detaljerede stil. Hopper kan i sin beskrivelse af byens liv og følsomhed sammenlignes med de samtidige John Sloan og George Bellows, men Hopper adskilte sig fra disses udtryk af kraft og vold. Hvor Joseph Stella og Georgia O'Keeffe fremstillede byens strukturer med glamour og elegance, reducerede Hopper dem til dagligdags geometriske former, og han fremstillede byens puls som øde, forladt og farlig, frem for elegant og forførende.
Hopper blev ofte sammenlignet med den samtidige Norman Rockwell i relation til motivvalg, men Hopper brød sig ikke om denne sammenligning. Hopper anså sig selv som mere subtil, mindre illustrerende og absolut ikke sentimental. Hopper afviste også sammenligninger med Grant Wood og Thomas Hart Benton med ordene: "Jeg mener, at malerne i American Scene har karikeret Amerika. Jeg har altid villet male alene."

### Betydning og inspiration for andre
På trods af at Hopper ikke havde elever, er hans betydning for kunstverdenen og populærkulturen uomtvistelig. Flere kunstnere har nævnt ham som inspirator, herunder Willem de Kooning, Jim Dine og Mark Rothko.
Hoppers filmiske kompositioner og dramatiske brug af lys, skygger og mørke har gjort ham til en favorit blandt filminstruktører. Eksempelvis var House by the Railroad en væsentlig inspiration til det ikoniske hus, som familien Bates beboede i Alfred Hitchcocks film Psycho fra 1960 Maleriet er også nævnt som inspiration for hjemmet i Terrence Malicks film Days of Heaven. Den tyske instruktør Wim Wenders nævner også indflydelsen fra Hopper, og hans film fra 1997 The End of Violence indeholder en scene, hvor skuespillere genskaber motivet i Nighthawks. Instruktøren Dario Argento ligefrem genskabte dineren og gæsterne i den surrealistiske horrorfilm Deep Red (originaltitel: Profondo Rosso) fra 1976. Ridley Scott har også nævnt inspiration fra Hopper i skabelsen af bybillederne i filmen Blade Runner. Den oscarbelønnede instruktør Sam Mendes lod sig inspirere af Hoppers brug af lys, da Mendes forberedte lyssætningen til filmen Road to Perdition fra 2002, særlig fra maleriet New York Movie. Tilsvarende er Hoppers malerier også ofte benyttet i tv-sammenhæng, hvor bl.a. tv-netvæket Turner Classic Movies til tider viser klip baseret på Hoppers malerier mellem de forskellige film, ligesom der gennem årene været flere referencer til Hopper og Hoppers værker i tv-serier, eksempelvis i tv-serierne Dead Like Me og That '70s Show. Den østrigske instruktør Gustav Deutsch skabte filmen Shirley – Visions of Reality fra 2013 baseret på 13 af Edward Hoppers malerier.
Referencer til Nighthawks med brug af tegneseriefigurer (eksempelvis The Simpsons) ses ofte på plakater og internet memes, og maleriet er også genskab i en parafrase med titlen Boulevard of Broken Drems, hvor de tre gæster er popkultur-ikonerne Humphrey Bogart, James Dean og Marilyn Monroe med Elvis bag disken på dineren.
Musikalsk har Hopper ligeledes inspireret flere kunstnere. Den amerikanske komponist og sanger Tom Waits indspillede i 1975 Nighthawks at the Diner, hvis titel havde direkte reference til Hoppers Nighthawks. Madonna lod sig inspirere af et af Hoppers få åbent erotiske malerier, Girlie Show (1941), da hun kaldte en verdensturne The Girlie Show Tour og indarbejdede flere af maleriets elementer i showets scenografi. Den engelske guitarist John Squire (tidligere medlem af The Stone Roses) udgav i 2004 konceptalbummet Marshall's_House baseret på Hoppers værk af samme navn. Hver af sangene på albummet er inspireret af ét af Hoppers værker og har taget titel derefter.
Hopper inspirerede også det britiske band Orchestral Manoeuvres in the Dark. Early Sunday Morning var inspiration for the indercoveret til albummet Crush (1985) og bandets single Night Café fra 2013 er inspireret af Nighthawks og nævner Hoppers navn samt titlerne å syv af hans malerier. Det canadiske band The Weakerthans havde på 2007-albummet Reunion Tour inkluderet to sange med titler taget fra Hoppers malerier "Sun in an Empty Room" og "Night Windows,"
Inden for klassisk musik har Hoppers Compartment C, Car 293 inspireret den polske komponist Paweł Szymański til værket Compartment 2, Car 7 for violin, bratsch, cello og vibrafon (2003), ligesom Hubert-Félix Thiéfaine skrev Compartiment C Voiture 293 Edward Hopper 1938 (2011).
Komponisten Stewart Wallace havde i 1997 premiere på operaen “Hopper’s Wife”, der omhandler et fiktivt ægteskab mellem Edward Hopper og sladderjournalisten Hedda Hopper. Operaen er blevet sat op på flere scener i USA, herunder på New York City Opera i april-maj 2016.
Indenfor skønlitteraturen har Hopper inspireret den new zealandske forfatter Chris Bell til kriminalromanen Liquidambar (2004), hvor hver af de tolv kapitler fortolker et Hopper-maleri, hvorved romanens surrealistiske plot afsløres.

## Udstillinger
I 1980 afholdt Whitney Museum of American Art udstillingen Edward Hopper: The Art and the Artist. Udstillingen besøgte senere London, Düsseldorf og Amsterdam og efter Europa også San Francisco og Chicago. Det var den første udstilling, der præsenterede Hoppers oliemalerier sammen med de forberedende studier for disse arbejder. Udstillingen i Europa bragte Hoppers kunst ud til et bredt publikum og øgede kendskabet til ham i Europa.
I 1992 havde det danske kunstmuseum Louisiana en udstilling af Hoppers værker. Hopper var på daværende tidspunkt ikke særlig kendt i Danmark, men udstillingen blev en betydelig succes for museet.
I 2004 blev udstillet flere af Hoppers værker på en turné i Europa, hvor der bl.a. blev udstillet på Museum Ludwig i Köln og på Tate Modern i London. Udstillingen på Tate blev den næstmest besøgte i museets historie med 420.000 besøgende på de tre måneder udstillingen var åben.
I 2007 havde Museum of Fine Arts, Boston en større udstilling med 50 af Hoppers oliemalerier, 30 akvareller og 12 raderinger, herunder Nighthawks, Chop Suey Lighthouse and Buildings. En større udstilling med værker udlånt af Whitney Museum of American Art turnerede i 2009-10 i Europa i Milano, Rom og Lausanne. En større udstilling blev afholdt i 2012 i Paris på Grand Palais, hvor der var udstillet flere arbejder fra de unge år og hvor der tælling var udstillet flere værker fra Hoppers modne periode, herunder House by the Railroad (1924).
I 2014 blev to af Hoppers værker (Cobb's Barns, South Truro og Burly Cobb's House, South Truro) udlånt af Whitney Museum til ophængning i Det Hvide Hus.

## Kunstmarkedet
Værker af Hopper er sjældent til salg i det åbne marked. Hopper malede blot omkring 366 lærreder. Et af de få billeder, der er i privat eje er Hotel Window (1956), der i 1957 blev solgt via Hoppers agent gennem mange år, Frank Rehn, til samleren Olga Knoepke for $7.000 (svarende til $50.270 i 2006 ). Billedet blev i 1999 solgt af kunstsamleren Malcolm Forbes (Forbes Collection) til skuespilleren Steve Martin for omkring $10 millioner. Martin solgte i 2006 maleriet for $26,89 millioner på Sotheby's i New York, hvilket var den højeste pris, der dengang var betalt for et af Hoppers værker.
I 2013 satte Pennsylvania Academy of Fine Arts Hoppers East Wind Over Weehawken (1934) til salg i det håb at kunne få $22–$28 millioner for maleriet, svarende til vurderingen for at finansiere andre indkøb af moderne kunst. Værket forestiller et hus i Weehawken, New Jersey, set fra gaden i mørke jordfarver. Værket anses blandt Hoppers bedste arbejder. Maleriet var oprindeligt solgt for en beskeden sum i 1952, men blev i 2013 solgt på Christie's i New York for en rekordsum af $36 millioner til en anonym byder.

## Galleri
- Illustration på anti-tysk plakat Smash the Hun (1919)

## Eksterne links
- Notes on Painting (1933) Arkiveret 28. november 2015 hos  Wayback Machine, Edward Hoppers noter i forbindelse med sin første udstilling på Museum of Modern Art (engelsk)
- Edward Hopper på the National Gallery of Art, Washington Arkiveret 30. september 2007 hos  Wayback Machine (engelsk)
- An Edward Hopper Scrapbook sammensat af medarbejdere ved Smithsonian Arkiveret 3. august 2009 hos  Wayback Machine, (engelsk)
- Oral history interview with Edward Hopper, June 17, 1959 Arkiveret 4. maj 2016 hos  Wayback Machine fra Smithsonian Archives of American Art (engelsk)
- Hopper udstilling på Tate 2004 Arkiveret 3. juni 2016 hos  Wayback Machine (engelsk)
- Separate and Together: Opposites in the Life of Edward Hopper af Dorothy Koppelman Arkiveret 2. juni 2016 hos  Wayback Machine (engelsk)
- Biografi og malerier på WebMuseum Arkiveret 18. maj 2016 hos  Wayback Machine (engelsk)
- Galleri med Edward Hoppers malerier Arkiveret 3. marts 2016 hos  Wayback Machine (engelsk)
- Cook, Greg, "Visions of Isolation: Edward Hopper at the MFA" Arkiveret 23. maj 2011 hos  Wayback Machine, Boston Phoenix, May 4, 2007, p. 22, Arts and Entertainment. (engelsk)
- "Edward Hopper all around Gloucester, MA" Arkiveret 2. juni 2016 hos  Wayback Machine mere end 100 tegninger og raderinger med billeder fra før og nu. (engelsk)
- Edward Hopper House Art Center Arkiveret 7. maj 2016 hos  Wayback Machine, Nyack (fødested og barndomshjem), non-profit kunstcenter siden 1971. (engelsk)